# Лондонская экономическая конференция
Лондонская экономическая конференция — конференция с участием представителей 66 держав, проходившая в 1933 году в Лондоне в здании Геологического музея. Целями конференции провозглашались: преодоление мирового экономического кризиса, стимулирование мировой торговли, стабилизация валют.
Президент США Франклин Рузвельт отправил на конференцию своего представителя Халла Корделла, а сам отправился в отпуск. Однако Рузвельт внимательно следил за ходом конференции и 3 июля 1933 года отправил в её адрес радио обращение из которого было понятно, что США не имели никакого намерения заниматься стабилизацией доллара. Результатом этого обращения стал отказ остальных делегаций продолжать участие в конференции, тем самым была сведена на нет попытка начать совместное преодоление кризиса.